# Ontsirospathius
Ontsirospathius är ett släkte av steklar. Ontsirospathius ingår i familjen bracksteklar.
Kladogram enligt Catalogue of Life:
| Ontsirospathius | \| \| Ontsirospathius acrosternalis \| \| \| \| \| \| Ontsirospathius suturalis \| \| \| \| |
|                 | \| \| Ontsirospathius acrosternalis \| \| \| \| \| \| Ontsirospathius suturalis \| \| \| \| |
|                 | Ontsirospathius acrosternalis                                                               |
|                 |                                                                                             |
|                 | Ontsirospathius suturalis                                                                   |
|                 |                                                                                             |